# Аквачистка
Аквачистка (англ. Wet-cleaning), профессиональная влажная чистка — способ чистки изделий и одежды из текстильных материалов с использованием воды в качестве растворителя. Для усиления моющей способности воды используются моющие средства и препараты, образующие эмульсии и препятствующие обратному проникновению загрязнений в волокна.

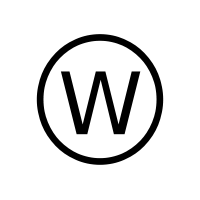
Символ аквачистки на ярлыках текстильных изделий

## История
Технология чистки изделий в водной среде зародилась примерно в одно время с технологиями машинной стирки. Изобретатели были озадачены вопросом снижения механического воздействия на ткани и волокна, с целью продлить срок службы изделий. Но снижение механического воздействия приводило к ухудшению качества стирки/чистки.
С развитием техники изобретателям удалось контролировать и управлять механическим воздействием. Прорывом стало применение частотных преобразователей в управлении двигателями, приводящими в движение барабаны стиральных машин. Изменяя частоту вращения барабана можно определить и контролировать интенсивность воздействия на находящееся внутри барабана изделие.

## Процесс аквачистки одежды
Аквачистка основана на обработке изделий в стиральной машине, оснащенной специальной панелью управления, обеспечивающей точное выполнение заложенных программ.
Перед обработкой в машине аквачистки производится удаление специфичных пятен, которые могут не отойти в водной среде (точно так же, как и при химчистке)

До начала выведения пятен необходимо определить природу происхождение пятен. Полученная информация от клиента существенно облегчает процесс выведения пятен.

В зависимости от происхождения, застарелости и типа загрязнения выбираются соответствующие пятновыводные средства и препараты. Для сложных пятен (кровь, белковые пятна, жевательная резинка, гуталин, помада, чай, кофе, вино и т. п.) используются специализированные средства, удаляющие пятна с изделия.

Для зачистки сильных общих загрязнений (воротники, манжеты, карманы, низы брюк, пояс изделия) используются специальные средства для зачистки, которые образуют эмульсию, которая смывается водой в машине аквачистки при  температуре  от+20 до  +40  градусов.
Удаление пятен производится с использованием пятновыводных станков, зачистных кабинетов, обладающим необходимыми инструментами для эффективного использования пятноудаляющих средств — пистолет со сжатым воздухом, паровой пистолет, паровая щетка.

Далее предварительно обработанное изделие отправляется в машину аквачистки. Машина аквачистки отличается от обычной стиральной машины тем, что в ней обеспечивается более щадящее механическое воздействие на изделие, препятствующее появлению деформаций изделия. В разных машинах это реализовано по-разному. В одних машинах увеличивается объём воды в барабане, в других машинах используются точные инверторы, контролирующие плавное (покачивающее) вращение барабана.

## Оборудование для аквачистки
Состав оборудования для аквачистки не сильно отличается от комплекта оборудования для прачечной.
Комплект оборудования для аквачистки состоит из:
1. Стиральная машина с программным обеспечением, позволяющим управлять процессом стирки.
На машину для аквачистки устанавливается микропроцессорная панель управления, которая гарантирует управление всеми параметрами работы машины — температура воды, скорость вращения барабана, ритмичность вращения барабана, способ набора воды (с вращением барабана, без вращения барабана), количество и продолжительность подачи жидкого моющего средства (плата для управления насосами).
2. Сушильная машина с датчиком остаточной влажности и контролем за температурой.
Сушильная машина обеспечивает деликатное высушивание изделия в потоке подогретого воздуха (температура от 30 до 50 градусов)
3. Отделочное оборудование для придания изделию товарного вида и возвращения геометрических размеров и форм.

## Экологические аспекты
В отличие от растворителей, применяющихся в обычной химчистке, вода не вызывает аллергических реакций, не является токсичным или канцерогенным веществом. Используемые препараты и средства биоразлагаемы и не наносят вреда окружающей среде.
В мировой практике — аквачистка настоящая и полноценная альтернатива химчисткам, использующих перхлорэтилен.